# رأس المسيح (كوريدجو)
رأس المسيح هي لوحة زيتية للفنان أنطونيو دا كوريدجو رسمها في 1521، اللوحة معروضة حالياً في متحف جيه بول جيتي.